# Клавдий Лисий
Клавдий Лисий (лат. Claudius Lysias) — римский тысяченачальник (хилиарх; [греч. хилиархос соответствует римскому воинскому званию «военный трибун»]), упомянутый в Новом Завете. Согласно книге Деяния святых апостолов (22:21 — 23:35), командовал римским гарнизоном в Иерусалиме при наместнике Феликсе (52-60 годы н. э.). Был греком, за деньги приобретшим римское гражданство.
Известен тем, что когда иудеи намеревались учинить самосуд над апостолом Павлом, то Клавдий Лисий спас Павла от толпы, арестовав его, и, действуя против воли толпы, решил установить истину и выяснить, кем на самом деле является Павел. Удивившись, что иудей знает греческий язык, он вначале принял апостола за «Египтянина» — мессианского вождя иудейского восстания. В ходе допроса Клавдий Лисий узнал, что Павел — римский гражданин. Поскольку синедрион не смог установить какой-либо вины за Павлом, имея целью спасти его от беснующейся толпы и несмотря на угрозу начала волнений, Клавдий Лисий отправил апостола в Кесарию к наместнику Феликсу вместе с охраной и сопроводительным письмом: «Клавдий Лисий достопочтенному правителю Феликсу — радоваться; сего человека Иудеи схватили и готовы были убить; я, пришед с воинами, отнял его, узнав, что он Римский гражданин; потом, желая узнать, в чём обвиняли его, привёл его в синедрион их и нашёл, что его обвиняют в спорных мнениях, касающихся закона их, но что нет в нём никакой вины, достойной смерти или оков; а как до меня дошло, что Иудеи злоумышляют на этого человека, то я немедленно послал его к тебе, приказав и обвинителям говорить на него пред тобою; будь здоров».